# Karczoch
Karczoch (Cynara) – rodzaj roślin z rodziny astrowatych. Obejmuje 10 gatunków. Rośliny te występują na Wyspach Kanaryjskich i w basenie Morza Śródziemnego – w południowej Europie (na tym kontynencie rośnie 7 gatunków), w północnej Afryce i w południowo-zachodniej Azji (na wschodzie po Iran).
Karczoch zwyczajny C. cardunculus uprawiany jest jako warzywo (jadalne są liście, korzeń i młode kwiatostany).

## Systematyka
Pozycja systematyczna
Rodzaj z rodziny astrowatych, w obrębie której klasyfikowany jest do podrodziny Carduoideae, plemienia Cardueae i podplemienia Carduinae.
Wykaz gatunków
- Cynara algarbiensis Coss. ex Mariz
- Cynara auranitica Post
- Cynara baetica (Spreng.) Pau
- Cynara cardunculus L. – karczoch zwyczajny, karczoch hiszpański, kard
- Cynara cornigera Lindl.
- Cynara cyrenaica Maire & Weiller
- Cynara × gaditana Blanca & Sánch.Carr.
- Cynara humilis L.
- Cynara makrisii Hand & Hadjik.
- Cynara × pacensis F.M.Vázquez
- Cynara syriaca Boiss.
- Cynara tournefortii Boiss. & Reut.